# Ontario Highway 12
Der King’s Highway 12 in der ostkanadischen Provinz Ontario ist Teil des Trans-Canada Highway-Netzes. Er hat eine Länge von 145 km, der Beginn liegt bei Midland, das Ende in Whitby.

## Streckenverlauf
Der Highway beginnt in Midland als Abzweigung zum Highway 93. Der Highway führt in östlicher Richtung und stößt dort nach 19 km auf Highway 400. Highway 12 verläuft gemeinsam mit Highway 400 auf den nächsten 6 km, verlässt dann jedoch wieder die Trasse von Highway 400 in südöstlicher Richtung nach Orillia. Vor der Ortsgrenze trifft der Highway auf den Highway 11, mit dem er über 2,5 km eine gemeinsame Streckenführung hat. Die Route durchquert Orillia und folgt nach Süden. 3 km nördlich von Sunderland mündet Highway 7 ein, der von Peterborough her kommt. Auf 39 km verlaufen beide Highways gemeinsam nach Süden. Highway zweigt nach Brooklin nach Westen hin ab, Highway 12 endet an der Ortsgrenze zu Whitby und wird als Durham Regional Highway 12 fortgeführt. Am jetzigen Ende soll der Knoten im Zuge der Osterweiterung mit dem künftigen Highway 407 ETR gebaut werden.